# Wolfgang Rudolph (Moderator)

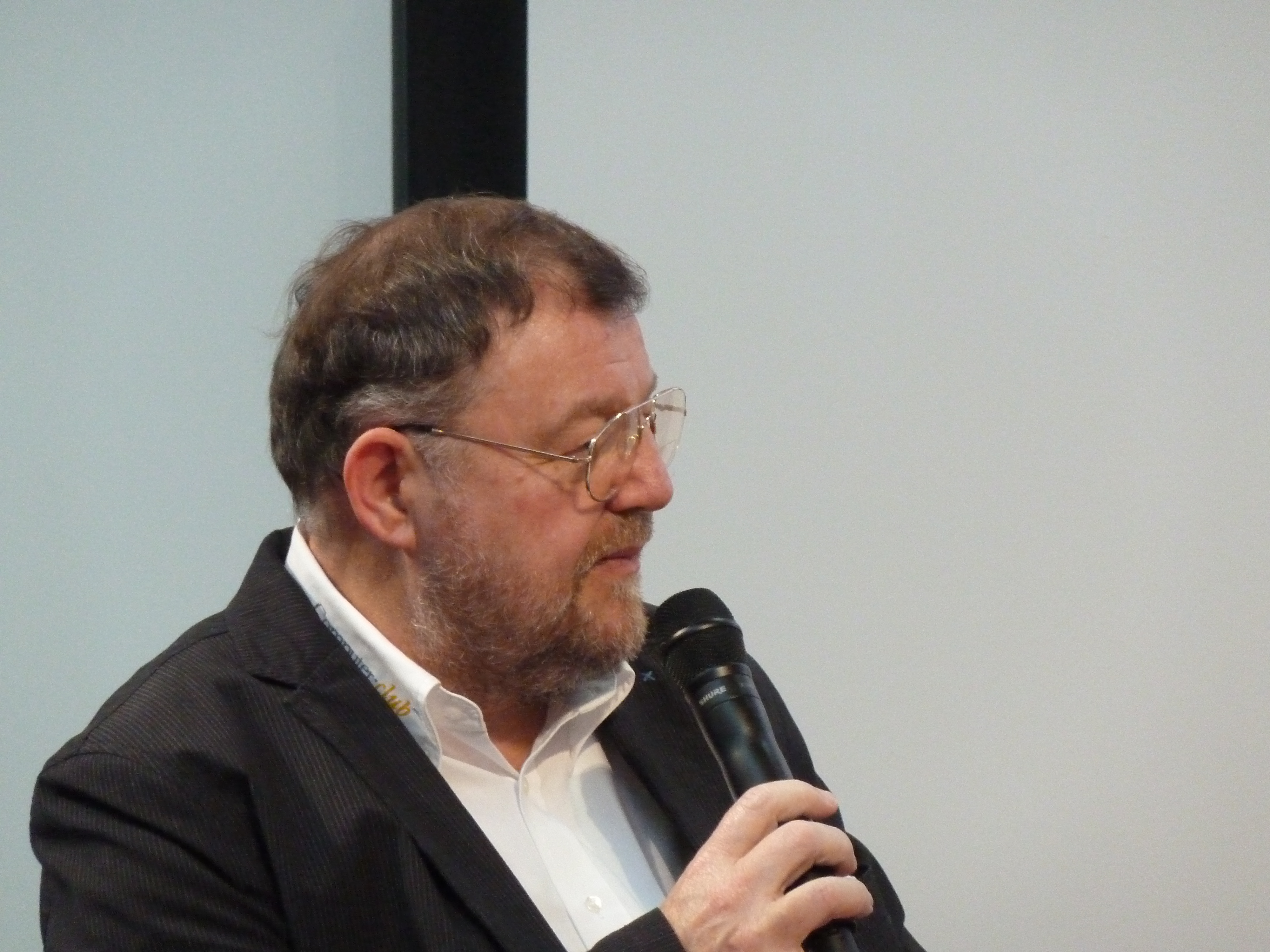
Wolfgang Rudolph auf der CeBIT 2011

Wolfgang Rudolph (* 30. Januar 1944 in Atzbach, Hessen (unsicher)) ist ein deutscher Fernsehmoderator. Er ist Redakteur technischer Fernsehmagazine und einer der Pioniere des deutschen Computerjournalismus.

## Karriere
Rudolph absolvierte eine Lehre zum Radio- und Fernsehtechniker und studierte an der Rheinischen Akademie Köln Elektrotechnik.
Ab Anfang der 1980er Jahre moderierte er gemeinsam mit dem am 5. Dezember 2019 verstorbenen Wolfgang Back rund 22 Jahre lang den WDR Computerclub und wurde ein Wegbereiter des modernen Computerjournalismus. Nach der Einstellung der Sendung durch den WDR am 22. Februar 2003 übernahm er an der Seite von Marc Müller die Moderation des Formats Der 8. Sinn in der WDR-Sendung Servicezeit:Technik, bis auch diese abgesetzt wurde.
Ab dem 24. Juli 2006 produzierten Rudolph und Back eine Neuauflage ihres „Computer Club“ in Form 30-minütiger Podcasts unter dem Titel ComputerClub2 (CC2). Ab dem 24. Juli 2007 nahm der bis Anfang 2018 im Kabelfernsehen zu empfangende Lokalsender NRW.TV den ComputerClub2 als monatlich produzierte Fernsehsendung in sein Programm auf, die von Juli 2010 bis April 2013 auch über den damals via Astra zu empfangenden Satelliten-Spartensender DrDish TV und dessen Nachfolgesender TecTime TV zu sehen war. Das Format wird seit Mitte 2016, und nach der Insolvenz von nrw.tv, von Rudolph privat weiter produziert.
Die Podcasts und die Aufzeichnungen der Fernsehsendungen wurden über die von den Moderatoren betriebene Website des ComputerClub2 zum Abruf bereitgestellt, bis es am 13. Dezember 2016 zum Zerwürfnis kam. Rudolph setzt seitdem das Format aus einem eigenen Studio und in angepasster Form unter dem Namen cc2.tv über YouTube und eine eigene Website fort.
Neben der Arbeit für das Fernsehen moderierte Rudolph ab Juli 2008 für die Firma Cisco Systems einen monatlichen Podcast sowie bis 2009 einen Podcast für das Handelsblatt.
Ebenso produzierte und moderierte er ab 2009 werbliche Podcasts (Audio und Video) für das Elektronik-Versandhaus Pearl und seit 2014 den Podcast oxxpun für PCE Instruments.
Rudolph ist Funkamateur und führt das Amateurfunkrufzeichen DC3PA.

## Filmografie (Auswahl)
- 1981–1985: Alpha 5
- 1981–2003: WDR Computerclub
- 2007–2016: ComputerClub2[9]

## Auszeichnungen
- 2007 – Podcast-Award für ComputerClub2, zusammen mit Wolfgang Back
- 2008 – European Excellence Award für ComputerClub2, zusammen mit Wolfgang Back